# 泰坦尼克区 (贝尔法斯特)
54°36′24.51″N 5°54′20.84″W / 54.6068083°N 5.9057889°W

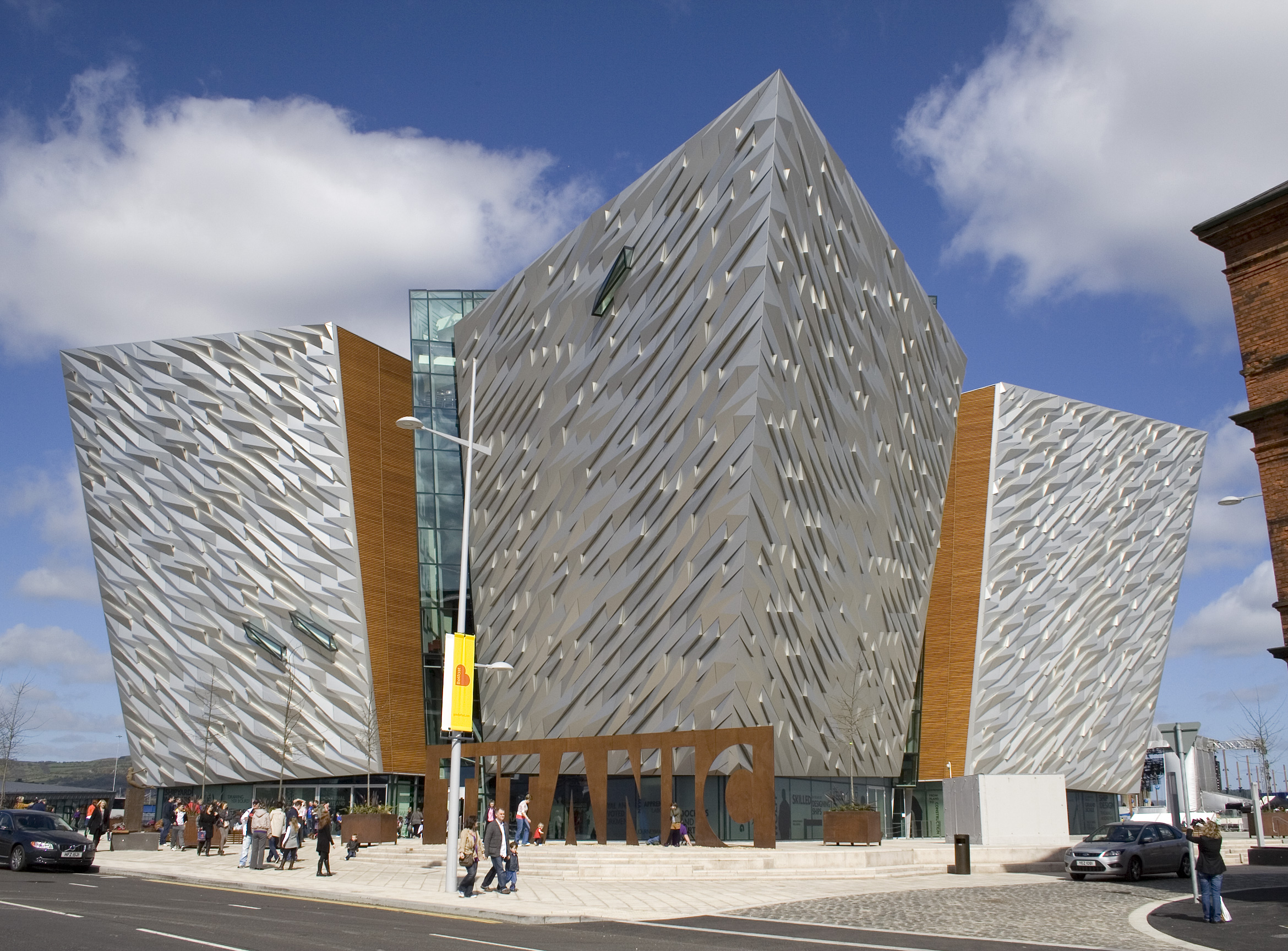

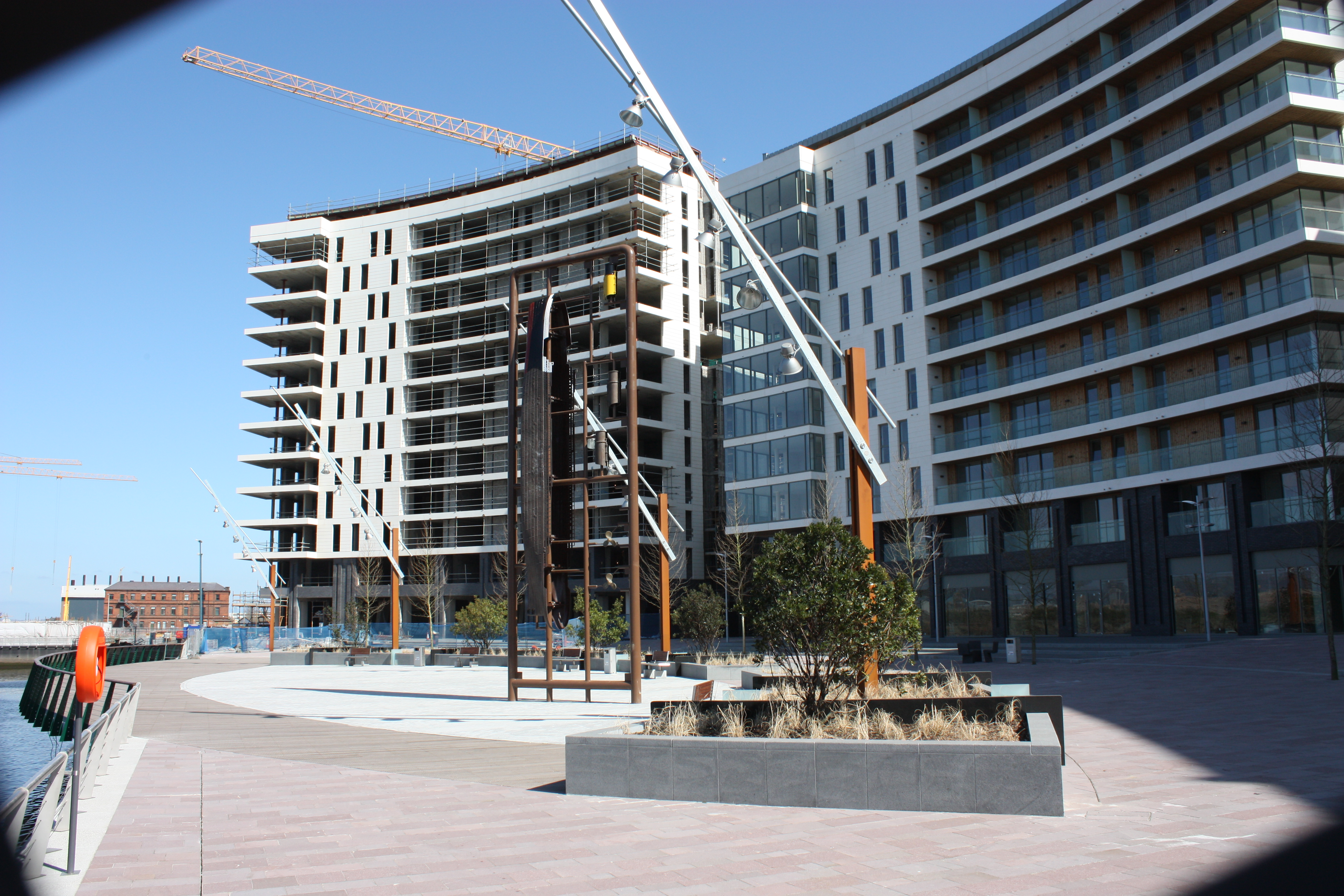

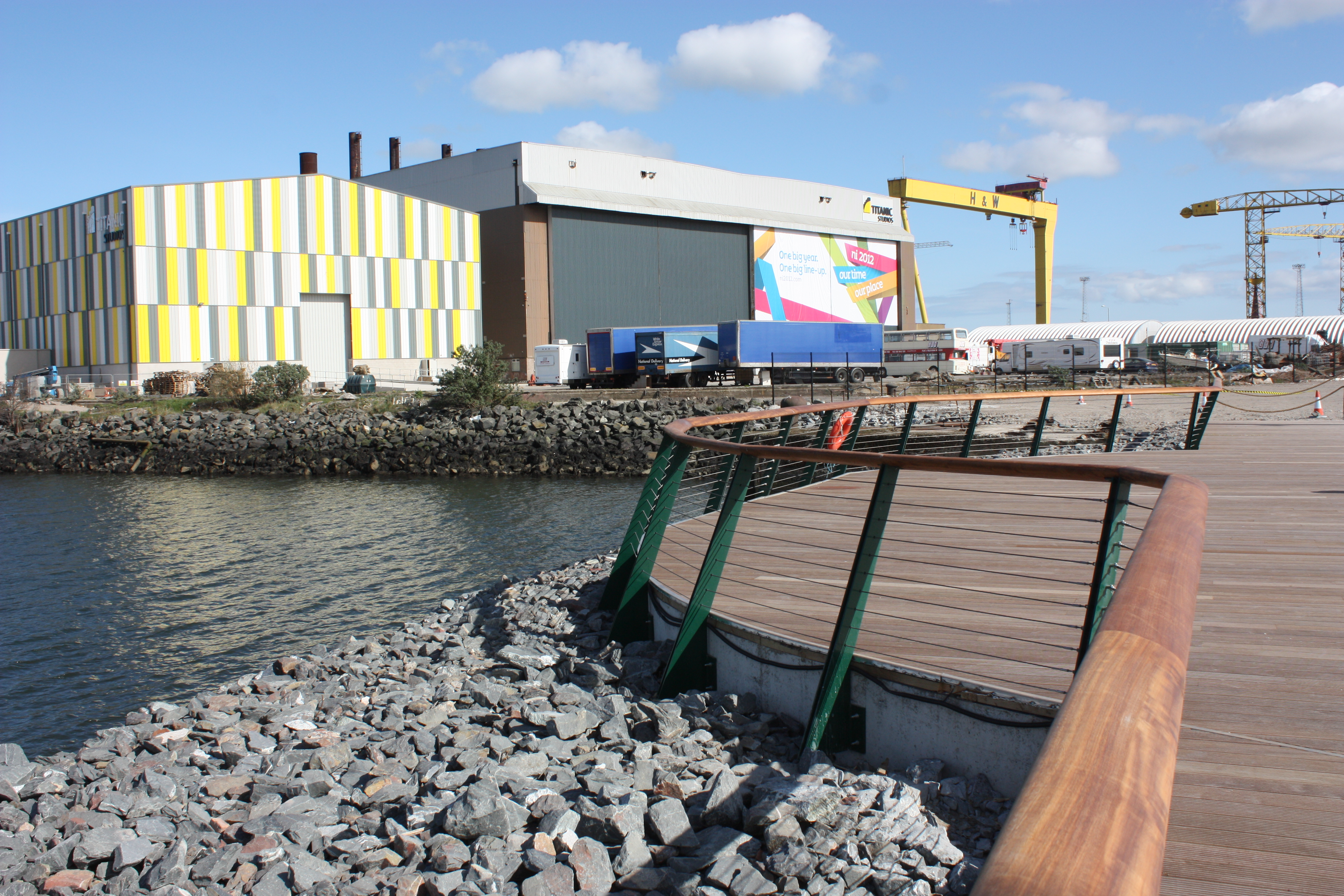

泰坦尼克区（Titanic Quarter）位于北爱尔兰贝尔法斯特，是一个大型的滨水区城市更新项目，开业于2012年。包括历史悠久的海洋地标、电影制片厂、教育设施、公寓、河畔娱乐区，以及世界最大的以泰坦尼克号为主题的景点，集中于贝尔法斯特港中的陆地，在1995年之前名为女王岛。该区占地185-英畝（75-公頃），此前曾为哈兰德与沃尔夫造船厂的一部分。该区得名于该公司、也是该市最著名的产品泰坦尼克号。